# Crassula closiana
Crassula closiana là một loài thực vật có hoa trong họ Crassulaceae. Loài này được (Gay) Reiche miêu tả khoa học đầu tiên năm 1898.